# You Used to Hold Me
You Used to Hold Me è un singolo discografico del DJ e produttore discografico scozzese Calvin Harris, pubblicato nel 2010 ed estratto dal suo secondo album in studio Ready for the Weekend.

## Tracce
- CD

1. You Used to Hold Me – 3:49
2. You Used to Hold Me (Laidback Luke Remix) – 7:00

- EP

1. You Used to Hold Me – 3:49
2. You Used to Hold Me (Extended Mix) – 6:17
3. You Used to Hold Me (Laidback Luke Remix) – 7:00
4. You Used to Hold Me (Nero Remix) – 6:03

## Classifiche
| Classifica (2010) | Posizione raggiunta |
| ----------------- | ------------------- |
| Regno Unito       | 27                  |